# David Galván Bermúdez
Svatý David Galván Bermúdez (29. ledna 1881, Guadalajara – 30. ledna 1915, tamtéž) byl mexický římskokatolický kněz a mučedník.

## Život
Narodil se 29. ledna 1881 v Guadalajaře jako syn Josého Trinidada Galvána a Mariany Bermúdez. Když mu byly tři roky, zemřela mu matka a jeho otec se znovu oženil s Victorianou Medinou. Už jako malý chlapec pomáhal svému otci v obchodu s botami.
Když mu bylo 14 let vstoupil do Seminíře sv. Josefa v Guadalajaře, ale brzy odešel znovu pracovat do otcova obchodu. O dva roky později požádal o nové přijetí. Pro malou věrohodnost ho generální prefekt Miguel de la Mora podrobil rok přísným zkouškám. Dne 20. května 1909 byl vysvěcen na kněze a krátce potom se stal představeným téhož semináře. Od svých kněžských počátků byl charakteristický tím, že pomáhal chudým. Mezi mnoha pozicemi, které zastával v semináři, byl učitel diecézního semináře či předseda katedry latiny, přirozeného práva a sociologie. Byl zakladatelem a ředitelem seminárního magazínu "Hlas Ducha". V letech 1909 až 1914 byl kaplanem nemocnice San José a sirotčince La Luz ve svém rodném městě. Jeho práce v semináři skončila, když arcibiskup Francisco Orozco y Jiménez rozpustil seminář po zatčení 120 duchovních.
Roku 1914, když byl vikářem v Amátitánu, pomohl mladé dívce, která byla pronásledována caranzistickým důstojníkem Enriquem Verou za to, že si ho nechtěla vzít za manžela, protože už byla vdaná. Otec Galván byl zatčen a později propuštěn, protože k zatčení nebyl důvod.
V sobotu 30. ledna 1915 byly v Guadalajaře zaznamenány násilné střety mezi villovci a caranzisty. Kněží David Galván a José María Araiza byli připraveni pomoci umírajícím a zraněným. Když překročili botanickou zahradu před starou nemocnicí v San Miguelu, byli oba kněží chyceni karanzisty, vedenými právě Enriquem Verou, který nařídil jeho okamžité zatčení a bez předchozího soudního řízení nechal otce Galvána popravit. Byl zastřelen na ulici Coronel Calderón, vedle hřbitova Belén. José María Araiza získal milost.

## Proces svatořečení
Jeho proces blahořečení byl započat 22. srpna 1960 v arcidiecézi Guadalajara a to ve skupině Cristobal Magallanes Jara a 24 společníků. Dne 7. března 1992 uznal papež Jan Pavel II. jejich mučednictví. Blahořečeni byli 22. listopadu 1992 v bazilice sv. Petra papežem Janem Pavlem II. Dne 28. června 1999 uznal papež zázrak uzdravení na jejich přímluvu. Svatořečeni byli 21. května 2000 na Svatopetrském náměstí papežem Janem Pavlem II.